# Garfield
O gato Garfield é estrela de uma das tirinhas mais famosas da história, sendo publicado em 2570 jornais de todo o mundo (só perdendo para Peanuts). As outras personagens principais são Odie, um cão, e Jon Arbuckle, um cartunista, dono dos dois. Garfield é criação de Jim Davis, que tirou o nome de seu
avô James Garfield Davis (que por sua vez teve seu nome inspirado pelo presidente americano James Garfield).
Em 6 de agosto de 2019, a ViacomCBS, com sede em Nova York, anunciou a aquisição da Paws, Inc., incluindo os direitos da franquia Garfield (os quadrinhos, mercadorias e desenhos animados). Jim Davis continuará fazendo quadrinhos, e o trabalho começará em uma nova série animada de Garfield para a Nickelodeon, subsidiária da ViacomCBS.

## História
Na década de 1970, Jim Davis escrevia uma tirinha, Gnorm Gnat, para um jornal local chamado "The Pendleton Times" em Pendleton, Indiana, EUA; que não teve uma boa recepção. Um editor disse que "a arte era decente, as piadas eram boas" mas não dava para o público se identificar com um inseto. A última tirinha documentada foi lançada em 25 de dezembro de 1975. A partir de 8 de janeiro do ano seguinte, o cartunista começou a publicar uma outra tirinha que seria a base para o atual Garfield, chamado "Jon"; ainda publicado para o "The Pendleton Times". As tiras eram em preto e branco e possuíam desenhos diferentes para Garfield e o seu dono Jon. Elas possuíam um gato, pois havia uma falta de tirinhas estreladas por gatos e existia uma chance de criar merchandising com o personagem. Quando a tirinha se tornou um sucesso em sua cidade, Davis começou a aproximar a tira aos sindicatos, que aceitaram o pedido de Davis e permitiram a tira a ser lançada em jornais nacionais. Dado isso, Davis recriou as tiras de "Jon" em cores e deu um novo design aos personagens; com um novo nome: "Garfield". Essas informações eram consideradas perdidas até julho de 2019, quando um canal do Youtube "Quinton Reviews" descobriu as tiras.
Garfield estreou em 19 de junho de 1978. Tinha traços disformes, bochechas enormes e olhos pequenos. Já mostrava sarcasmo na sua primeira tira:
Jon - Oi, eu sou Jon Arbuckle, sou cartunista, e esse é meu gato, Garfield.
Garfield - Oi, eu sou Garfield, sou um gato, e esse é meu cartunista, Jon.
Jon - A nossa única preocupação é divertir você
Garfield - Me dê comida.
No 10º aniversário, houve uma tirinha especial, na qual Jon mostra um "álbum de fotos" com quadrinhos antigos. Ele diz que Garfield não mudou nada nos 10 anos, e a resposta do gato é a mesma do original ("Comida").
- A tira ironiza pessoas que transformam os animais de estimação nos "donos da casa". Também mostra um gato atuando como homem (inclusive, andando em 2 patas) e enfrentando problemas humanos (dieta, tédio, aversão às segundas-feiras etc.).
- Em 1980, Jim Davis redesenhou Garfield, com olhos ovais e barriga menor, dando como justificativa uma dieta forçada.
- Em 1981, Davis criou a Paws, Inc., a empresa responsável pelos direitos da tirinha e os produtos licenciados. A empresa fica na cidade natal de Davis, Muncie, Indiana. A Paws também possui a equipe de artistas que desenha a tirinha, que é apenas escrita por Davis atualmente.
- Em 1982, Garfield estrelou um especial de TV chamado Aí vem Garfield. Outros onze especiais foram feitos até 1991; uma série animada, Garfield e Seus Amigos, foi produzida entre 1988 e 1995. O gato fora dublado no Brasil por Carlos Marques.
- Em 7 de junho de 1999, a tirinha tornou-se colorida.
- Em 2004, foi lançado Garfield, o Filme, que usou um Garfield criado por computação gráfica e dublado por Bill Murray (a versão brasileira é dublada pelo ator Antônio Calloni). Um segundo longa-metragem, Garfield 2, foi lançado em 2006.
- Em 2007 foi lançado em DVD um filme chamado Garfield Cai na Real (Garfield Gets Real) em desenho de computação gráfica, baseado nos quadrinhos. Dessa vez, o dublador foi Marco Antônio Abreu.
- Em 2008 foi lançado outro filme, que o título original é Garfield Fun Fest, que também foi em computação gráfica. Foi lançado nos cinemas em alguns países (como no Brasil, com o título A Festa do Garfield).
- Em 2009, foi lançada uma segunda série animada, O Show do Garfield, desta vez em computação gráfica, e um 3º filme, chamado Garfield Pet Force (Garfield - Um Super Herói Animal no Brasil).

## Personagens
- Garfield - Um gato de cor caramelo listrado. Preguiçoso, guloso, viciado em café, amante de televisão e acima de tudo, sarcástico. Adora chutar Odie da mesa, arrotar, caçar pássaros e carteiros, o seu prato favorito é lasanha. Odeia segunda-feira, passas, Nermal, dietas (que vez ou outra Jon lhe impõe) e caçar ratos ("Lábios que tocam num rato jamais tocarão os meus"). Apesar de tudo tem um bom coração;
- Odie - O "parceiro" de Garfield. É um cão idiota da raça beagle, definido por Garfield como "uma língua com olhos e patas", por sempre estar com a língua de fora, babando. Mas frequentemente se vinga do gato. Sua primeira aparição foi em 8 de agosto de 1978;
- Jon Arbuckle - O cartunista (embora raramente seja visto trabalhando), dono de Odie e Garfield. É um fracasso com as mulheres(até finalmente engatar um namoro com Liz), veste-se muito mal e geralmente cai nos truques do gato, acabando por perder a paciência com este. Em uma tira de Natal, descobrimos que seu nome completo é Jonathan Quilver Arbuckle;
- Nermal - O "gato mais lindo do mundo", segundo ele mesmo. Frequentemente aparece, para desprezo de Garfield, já que vive enchendo sua paciência, geralmente provocando-o. No desenho, Garfield gosta de tentar mandá-lo para Abu Dhabi, mas isso também acontece em uma tira de 1983 e no episódio chamado O Terror da Escola. Porém ele e Garfield se mostram amigos em algumas situações;
- Pooky - O urso de pelúcia de Garfield. Em sua primeira aparição, Garfield procurava algo na gaveta de Jon e achara Pooky. É aparentemente o melhor amigo de Garfield, o qual o trata como um confidente, sempre confessando-lhe seus segredos ou falando sobre Jon ou Odie (geralmente reclamando de um dos dois);
- Arlene - Uma gata rosa e namorada de Garfield. Aparece esporadicamente, já que Garfield é visto muito paquerando outras gatas;
- Lyman - Amigo de Jon, o dono original de Odie. Em 1983 desapareceu sem explicações, só reaparecendo em uma ponta na tira de 19 de junho de 1988, que comemora o décimo aniversário de Garfield;
- Liz Wilson - A Dra. Elizabeth "Liz" Wilson é a veterinária de Garfield é uma paixão de longa data de Jon Arbuckle. Jon vive tentando dar-lhe uma cantada, e quando eles saem, geralmente é um desastre (especialmente porque Garfield vai junto). Nas séries a partir de 2006, os dois finalmente começaram um namoro inclusive houve pedido de casamento;
- Herman Post - O carteiro de Jon. Garfield vive atormentando o carteiro;
- Wilhelm Burtside - Vizinho irritadiço e mal-humorado de Jon, é outra vítima constante das armações de Garfield, especialmente no que diz respeito ao mau uso da churrasqueira "emprestada" de Burtside;
- Binky, o palhaço - Ridículo animador infantil de televisão, caracterizado por seu grito "Ooooooi, crianças!", o qual é normalmente modificado por "Oooooi, gato!" para pregar sustos nas pessoas, especialmente no pobre Garfield;
- Balança - A balança do banheiro possui um microprocessador, por isso, fala. Quando Garfield resolve usá-la, geralmente a balança vai para o lixo ou é destruída por dizer frases como:
  - "Diga-me, alguma vez já pensou em seguir carreira como barcaça fluvial?";
  - "Sou uma balança de banheiro! Não peso cargas!";
  - "Quantos são vocês aí em cima?";
  - "Parabéns, esta voz oficialmente interdita a passagem por certas pontes!";
  - "Godzilla tem ossos grandes, você está gordo!".
- Vito Cappelletti - É um cozinheiro de comida italiana e dono de sua própria pizzaria. É atormentado pelo Garfield onde o gato rouba suas pizzas e outra comida italiana.
- Drussila e Minerva - São as primas do John que são desprezo para o Garfield onde o atormentam brincando de vestir o Garfield de menina.
- Harry - É um gato preto amigo e rival de Garfield, onde Garfield sempre impede Harry de caçar ratos e passarinhos.

## Temas comuns
- Tédio: Garfield vez ou outra não tem o que fazer e fica olhando pro teto, filosofando;
- Televisão: o preguiçoso gato adora a telinha - e quando a assiste, se depara com programas simplesmente indescritíveis e filmes como "O Monstro de Lama". Os roteiristas usam a TV para criticar a própria cultura pop;
- Dieta: Jon frequentemente tenta botar o guloso em regime, por achá-lo gordo. Daí sucedem-se as ideias sobre dieta, alucinação com comida e ataques à despensa. Uma dieta foi a justificativa para alterar o traço de Garfield, no começo dos anos 1980;
- Segunda-feira: Garfield "nasceu" numa segunda-feira, mas a odeia. Frequentemente as tirinhas de começo da semana mostram o gato se esborrachando (ou reclamando). Mas quando 19 de junho cai numa segunda, Garfield acaba celebrando;
- Vida selvagem: quando Garfield sai de casa, sempre acaba dando algo errado - ele sobe árvores, é atacado por grandes cães ferozes, pula em canteiros e salva pássaros;
- Praia: praticamente em todas as férias, Jon vai para praia - o que Garfield odeia, por ser quente e não ter televisão;
- A Cerca: Garfield faz um show lá. Conta piadas terríveis, canta e recebe objetos arremessados do público - de ovos e tomates a despertadores;
- Veterinário: ocasionalmente, Garfield vai para lá, o que ele odeia. Só gosta de Jon receber foras sucessivos da veterinária, Liz;
- Janela: Garfield olha para fora - e comenta os fatos estranhos;
- Aranhas: Garfield odeia aranhas, e adora esmagá-las com jornais;
- Aniversário: na semana antes de 19 de junho, Garfield faz sua filosofia sobre aniversários e pensa no passado. Em 2003, o Garfield de 1978 veio visitar o "atual";
- Natal: Garfield vê a armação da árvore, a neve etc. Mas o que ele gosta mesmo é dos presentes.
- Ano Novo: em todo 1 de Janeiro, Garfield sempre começa o ano atormentando Jon (mais comumente, com uma corneta). Às vezes ele o faz já na véspera.

E vez ou outra, tirinhas com "Acredite se Quiser", "A História dos Gatos", "A História dos Cães", com a ciência e a história do ponto de vista do gato.
Ainda há as histórias que satirizam o consumismo, com vendedores oferecendo produtos absurdos que Jon normalmente compra sem pensar duas vezes. Algumas vezes são inúteis (um estátua de Leonardo da Vinci em macarrão) ou vêm com defeitos ou "pegadinhas" ("Se você comprar hoje ganha o manual, por apenas 50 dólares adicionais!"). Os vendedores batem à porta ou aparecem na televisão.

## Fora dos quadrinhos

### Televisão
Especiais
- Aí vem Garfield (1982) - Odie é levado pela carrocinha, e Garfield decide resgatá-lo do canil municipal.
- Garfield na Cidade (1983) - O gato descobre marginais e sua família na cidade grande.
- Garfield no Perigo (1984) - Jon leva os animais para acampar-e lá eles descobrem uma pantera fugitiva.
- Garfield no Halloween (1985) - Garfield e Odie vão comemorar o Dia das Bruxas e descobrem uma história de fantasmas…
- Garfield no Paraíso (1986) - Jon viaja para uma ilha tropical vulcânica, que teria sido salva anos antes por um "forasteiro" semelhante a James Dean.
- Garfield no Natal (1987) - Jon vai visitar a família. Lá, Garfield, Odie e a família de Jon comemoram o Natal.
- Garfield vai para Hollywood (1987) - Garfield entra num concurso de animais, e acaba indo para fase final em Hollywood.
- Garfield e Suas 9 Vidas (1988) - As 9 vidas do gato, passando por Idade da Pedra, Egito Antigo, o gato de Handel, gato dublê, gato de mocinha, gato cobaia, a vida atual (8ª) e gato do futuro, enfrentando terríveis alienígenas (diz-se que os gatos "têm 9 vidas" em países de língua inglesa. No Brasil, dize-se que os felinos "têm 7 vidas").
- Garfield: Balas e Gatas (1989) - Garfield entra num "film noir", virando um detetive tipo Humphrey Bogart.
- Garfield e o Dia de Ação de Graças (1989) - Jon prepara um jantar para o Dia de Ação de Graças.
- Garfield's Feline Fantasies (1990) - Garfield e Odie entram em mundos imaginários.
- Garfield Consegue Uma Vida (1991) - Jon e Garfield resolvem conseguir "uma vida menos ordinária".

Seriados
- Garfield e Seus Amigos (1988-1995) - Garfield dividia o desenho com a Fazenda do Orson, um porco leitor e seus amigos.
- O Show do Garfield (2009-2016) - Série em computação gráfica.
- Garfield's Originals (2020) - Série em animação tradicional com breves curtas.

### DVD
- Garfield Cai na Real (Garfield Gets Real) (2007) - Primeiro desenho do Garfield em 3D. Garfield e Odie caem no mundo real por acidente, e seus amigos dos quadrinhos tentam resgatá-lo.
- A Festa do Garfield (Garfield's Fun Fest) (2008) - Garfield tenta vencer um concurso de talentos. Lançado nos cinemas em alguns países.
- Garfield - Um Super-Herói Animal (Garfield's Pet Force) (2009) - Baseado na série de livros Pet Force, Garfield e amigos viram super-heróis e tentam salvar um planeta.

### Cinema
- Garfield, o Filme (Garfield - The Movie) (2004), com Bill Murray na voz do gato (voz brasileira de Antônio Calloni).
- Garfield 2 (Garfield: A Tail of Two Kitties) (2006), novamente com Bill Murray na voz do gato (voz brasileira de Antônio Calloni).

### Outros
- Bonecos de pelúcia de Garfield tornaram-se muito populares na década de 1990. Tinham ventosas e eram grudados nos vidros de muitos carros.
- Jogos de videogame foram lançados para diversos consoles.

### Livrinhos Garfield
Nos EUA, a editora Ballantine Books lança dois livros compilando as tirinhas por ano. Em 2001, os primeiros livros começaram a ser republicados em tamanho maior e com as tirinhas em cores.
No Brasil a pioneira em edição de Garfield foi a Editora Salamandra, com livros a partir do fim da década de 1970, suas impressões foram até o final da década de 1980. Algumas séries como "Garfield em Ação" (que dividia os livros da Ballantine em 2 volumes) foram reeditadas ao longo desses anos com novas capas.
No começo da década de 1980 as tiras de Garfield (assim como muitos outros personagens famosos) foram também editadas no Brasil pela extinta Cedibra, o primeiro número em formato "Livro de Bolso" (pocket book) e posteriormente em formato de cartilha (republicando os livros da Ballantine similar ao que Salamandra fazia, desta vez traduzindo os títulos). Na década de 1990 encontramos algumas raras edições impressas por outras editoras como por exemplo a Abril Jovem. Atualmente a L&PM Pocket Porto Alegre publica livros de bolso de Garfield. São novas traduções dos livros americanos e, exceto o volume 1, não seguem a ordem cronológica. A L&PM também lançou um livro com todas as tirinhas lançadas nos 10 primeiros livros.
| Título inglês                                    | Período                                  | Brasil                                                                                     |
| ------------------------------------------------ | ---------------------------------------- | ------------------------------------------------------------------------------------------ |
| Garfield At Large: His First Book                | 19 de Junho, 1978 – 22 de Janeiro, 1979  | Garfield em Ação 1 e Garfield em Ação 3 (Salamandra) Garfield 1 - Em grande forma (L&PM)   |
| Garfield Gains Weight: His Second Book           | 23 de Janeiro, 1979 – 26 de Agosto, 1979 | Garfield em Ação 2 e Garfield em Ação 4 (Salamandra) Garfield 6 - De bom humor (L&PM)      |
| Garfield Bigger Than Life: His Third Book        | 27 de Agosto, 1979 – 30 de Março, 1980   | Garfield Em Ação 5 e Garfield em Ação 6 (Salamandra) Garfield 7 - Um charme de gato (L&PM) |
| Garfield Weighs In: His Fourth Book              | 31 de Março, 1980 – 2 de Novembro, 1980  | Garfield Em Peso (Cedibra) Garfield 8 - E seus amigos (L&PM)                               |
| Garfield Takes the Cake: His Fifth Book          | 3 de Novembro, 1980 – 7 de Junho, 1981   | Garfield Leva O Bolo (Cedibra) Garfield Fenomenal (L&PM)                                   |
| Garfield Eats His Heart Out: His Sixth Book      | 8 de Junho, 1981 – 10 de Janeiro, 1982   | Garfield Ataca Seu Coração (Cedibra) Garfield Sem Apetite (L&PM)                           |
| Garfield Sits Around the House: His Seventh Book | 11 de Janeiro, 1982 – 15 de Agosto, 1982 | Garfield Fica Em Casa (Cedibra)                                                            |
| Garfield Tips the Scales: His Eighth Book        | 16 de Agosto, 1982 – 20 de Março, 1983   | Garfield na Balança (Cedibra)                                                              |
| Garfield Loses His Feet: His Ninth Book          | 21 de Março, 1983 – 23 de Outubro, 1983  | Garfield Perde os Pés (Cedibra) Garfield 10 - O rei da preguiça (L&PM)                     |
| Garfield Makes It Big: His 10th Book             | 24 de Outubro, 1983 – 27 de Maio, 1984   | Garfield na Maior (Cedibra) Garfield 9 - Um gato em apuros (L&PM)                          |
| Garfield Rolls On: His 11th Book                 | 28 de Maio, 1984 – December 30, 1984     | Garfield em Ação 7 e Garfield em Ação 8 (Salamandra) Garfield - Foi Mal... (L&PM)          |
| Garfield Out to Lunch: His 12th Book             | 31 de Dezembro, 1984 – 4 de Agosto, 1985 | Garfield Em Ação 9 e Garfield em Ação 10 (Salamandra) Garfield-Pausa para o almoço(L&PM)   |
| Garfield Food for Thought: His 13th Book         | 5 de Agosto, 1985 – 11 de Maio, 1986     | Garfield em Ação 11 e Garfield em Ação 12 (Salamandra) Garfield a todo vapor(L&PM)         |
| Garfield Swallows His Pride: His 14th Book       | 12 de Maio, 1986 – 12 de Outubro, 1986   | Garfield em Ação 13 e Garfield em Ação 14 (Salamandra)                                     |
| Garfield World Wide: His 15th Book               | October 13, 1986 – May 17, 1987          | Garfield - Gênio dos Gênios (Cedibra)                                                      |
| Garfield Rounds Out: His 16th Book               | May 18, 1987 – December 19, 1987         | Garfield Fica Selvagem (Cedibra)                                                           |
| Garfield Pulls His Weight: His 26th Book         | 11 de Abril, 1993 – 19 de Novembro, 1993 | Garfield 3 - Um gato de peso (L&PM)                                                        |
| Garfield Dishes It Out: His 27th Book            | 20 de Novembro, 1993 – 11 de Junho, 1994 | Garfield 2 - Garfield está de dieta (L&PM)                                                 |
| Garfield Life in the Fat Lane: His 28th Book     | 12 de Junho, 1994 – 10 de Janeiro, 1995  | Garfield 4 - Numa boa (L&PM)                                                               |
| Garfield Tons of Fun: His 29th Book              | 11 de Janeiro, 1995 – 12 de Agosto, 1995 | Garfield 5 - Toneladas de diversão (L&PM)                                                  |